# 長福寺裏山古墳群
Lua エラー モジュール:Location_map 内、447 行目: 緯度の値が指定されていません。
長福寺裏山古墳群（ちょうふくじうらやまこふんぐん）は、岡山県笠岡市走出・山口にある古墳群。笠岡市指定史跡に指定されている。

## 概要
岡山県西部、小田川流域の丘陵稜線上に営造された、笠岡市内では最大規模の古墳群である。現在までに11基が確認されている。1961年（昭和36年）・1997-2000年（平成9-12年）に発掘調査が実施されている。
前方後円墳・帆立貝形古墳（造出付円墳）・円墳・方墳と多様な墳形の古墳から構成され、西から七つ塚古墳群・双つ塚古墳・一つ塚古墳・仙人塚古墳・東塚古墳と並ぶ。七つ塚古墳群は小方墳群ながら珍しい初期須恵器の出土により朝鮮半島との関わりが示唆されるほか、双つ塚古墳は備中地方西部（井笠地域）で最大規模の前方後円墳であり、仙人塚古墳は上下2室の竪穴式石室を有しかつ下石室は横穴式石室の前段階の竪穴系横口式石室と推測されるなど、いずれも特色ある古墳である。
この長福寺裏山古墳群は、古墳時代中期の5世紀代の営造と推定され、西から七つ塚古墳群（5世紀前半）→双つ塚古墳（5世紀中葉）→仙人塚古墳・東塚古墳（5世紀後半）の順の築造と見られる。岡山県内では吉備地域で中期の巨大古墳の築造が知られるが、吉備中枢からやや離れる当地域において、急速に勢力が台頭する様子を示唆する点で重要視される古墳群になる。
古墳域は1963年（昭和38年）に笠岡市指定史跡に指定された。現在では史跡整備のうえで「かさおか古代の丘スポーツ公園」として公開されている。

## 遺跡歴
- 明治期、仙人塚古墳から短甲の出土（現在はメトロポリタン美術館所蔵）。
- 1961年（昭和36年）、古墳中心部分の発掘調査（長福寺裏山古墳群関戸廃寺址調査推進委員会、1965年に報告書刊行）[1]。
- 1963年（昭和38年）12月25日、笠岡市指定史跡に指定[3]。
- 1997-2000年（平成9-12年）、史跡整備に伴う範囲確認調査（笠岡市教育委員会）[1]。
- 2000年（平成12年）11月、「かさおか古代の丘スポーツ公園」の完成。

## 一覧
| 古墳名          | 古墳名     | 形状                        | 規模      | 埋葬施設      | 出土品                                       | 築造時期  |
| --------------- | ---------- | --------------------------- | --------- | ------------- | -------------------------------------------- | --------- |
| 七つ塚 古墳群   | 1号墳      | 方墳                        | 一辺9m    | 箱式石棺      | 鉄製品・滑石製勾玉・臼玉・初期須恵器・土師器 | 5世紀前半 |
| 七つ塚 古墳群   | 2号墳      | 方墳                        | 一辺8m    | 木棺          | 初期須恵器                                   | 5世紀前半 |
| 七つ塚 古墳群   | 3号墳      | 方墳                        | 一辺5.5m  | 不明          |                                              | 5世紀前半 |
| 七つ塚 古墳群   | 4号墳      | 方墳                        | 一辺6.5m  | 木棺          | 鉄製品                                       | 5世紀前半 |
| 双つ塚古墳      | 双つ塚古墳 | 前方後円墳                  | 墳丘長60m | 不明          | 銅鏡・埴輪                                   | 5世紀中葉 |
| 双つ塚東 古墳群 | 1号墳      | 円墳                        | 直径13m   | 不明          | 須恵器・埴輪                                 |           |
| 双つ塚東 古墳群 | 2号墳      | 円墳                        | 不明      | 不明          |                                              |           |
| 双つ塚東 古墳群 | 3号墳      | 円墳                        | 不明      | 不明          |                                              |           |
| 一つ塚古墳      | 一つ塚古墳 | 造出付円墳                  | 墳丘長21m | 箱式石棺      | 須恵器                                       | 5世紀代   |
| 仙人塚古墳      | 仙人塚古墳 | 帆立貝形古墳 （造出付円墳） | 墳丘長43m | 竪穴式石室2基 | （伝）短甲、埴輪・須恵器                     | 5世紀後半 |
| 東塚古墳        | 東塚古墳   | 前方後円墳                  | 墳丘長50m | 竪穴式石室    | 副葬品多数                                   | 5世紀後半 |

### 七つ塚古墳群

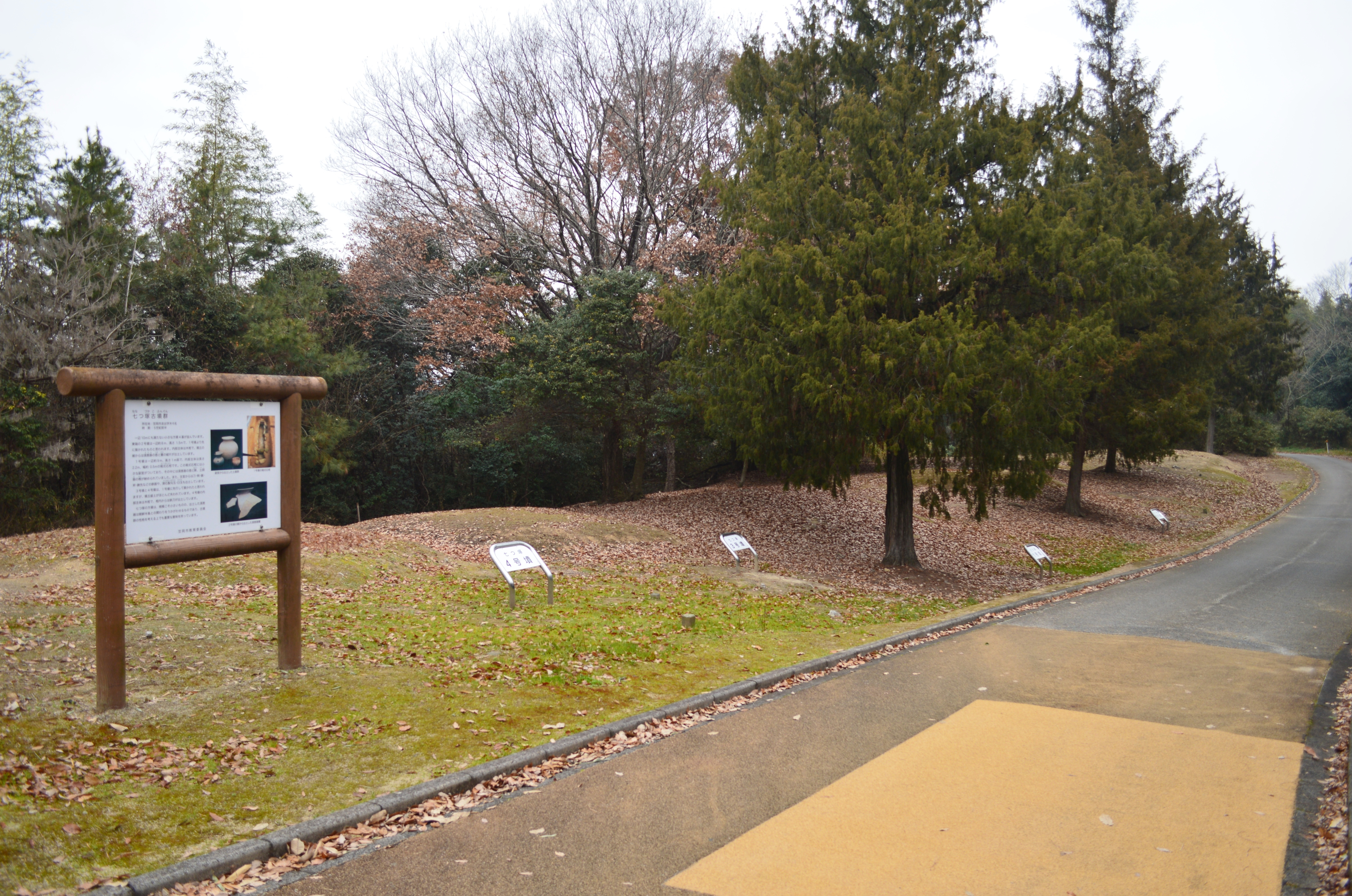
七つ塚古墳群 概観

七つ塚古墳群（ななつづかこふんぐん）は、笠岡市走出字木々名にある古墳4基の総称。いずれも一辺10メートルに満たない小方墳である。
東端の2号墳は1号墳よりも早い時期の築造で、墳丘は一辺約8メートル・高さ1.5メートルを測る。埋葬施設は木棺である。墳丘裾部において初期須恵器片（壺・甕）が検出されている。
次いで築造された1号墳は、墳丘は一辺約9メートル・高さ1メートル弱を測る。埋葬施設は箱式石棺で、長さ2.2メートル・幅約0.5メートルを測り、小さな副室を伴う。主室からは鉄製品（刀・剣・鏃・斧・鍬先など）・滑石製勾玉・臼玉が、副室からは初期須恵器（壺・𤭯）・土師器（椀）が検出されている。
3号墳・4号墳は1号墳に先行する時期の築造と見られるが、墳丘盛土のほとんどが失われている。4号墳の埋葬施設は木棺で、棺内から鉄刀が検出されている。
4基の築造時期は古墳時代中期の5世紀前半頃と推定される。墳丘規模は小さいが、初期須恵器の出土から朝鮮半島との関わりをうかがわせる点で注目される。

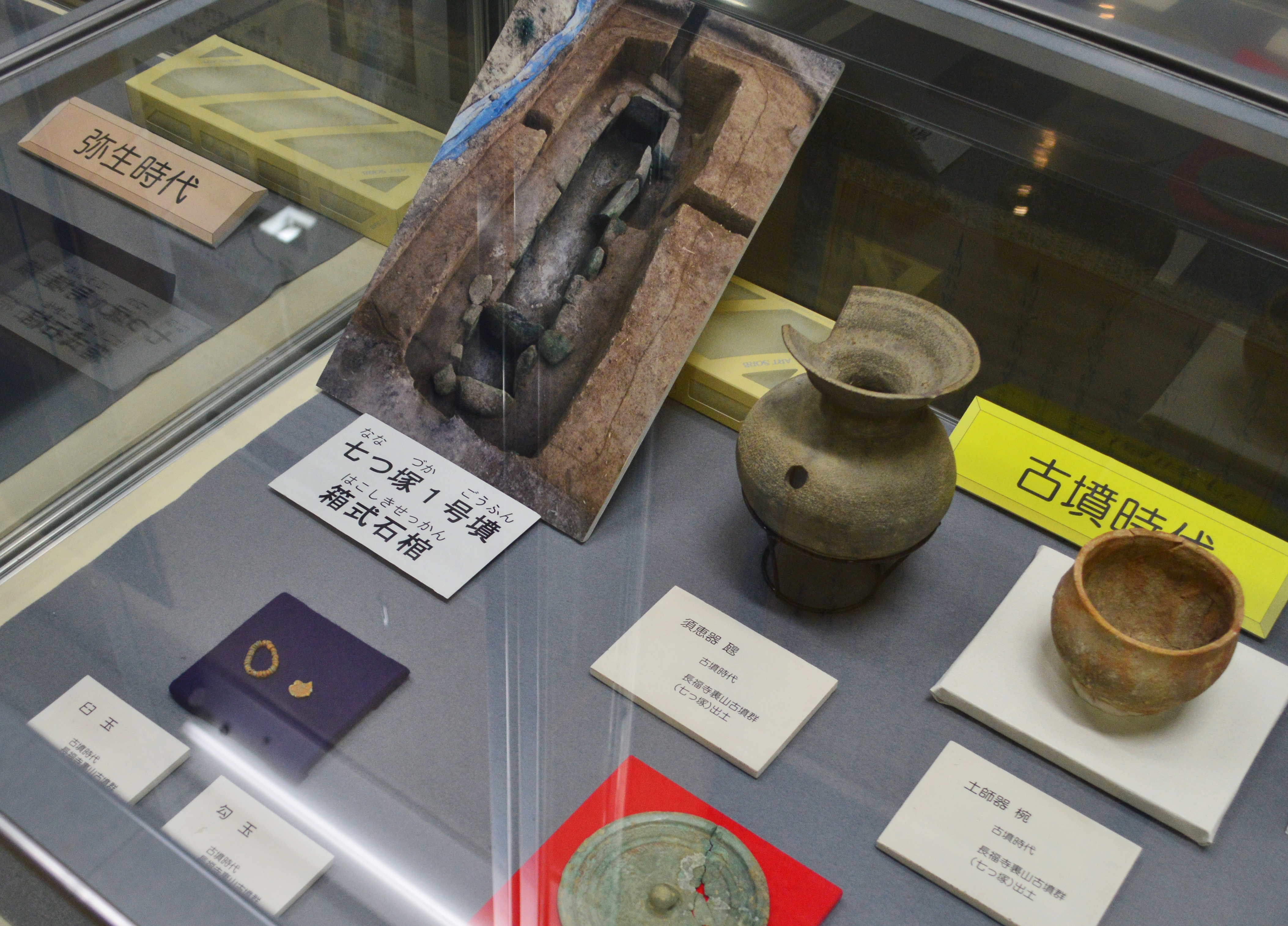
七つ塚1号墳出土品 笠岡市立郷土館展示。

### 双つ塚古墳
双つ塚古墳（ふたつづかこふん）は、笠岡市走出字木々名・山口字聞名にある古墳。形状は前方後円墳。
墳形は前方後円形で、前方部を南西方向に向ける。墳丘は2段築成。墳丘長は約60メートルを測り、備中地方西部（井笠地域）では最大規模になる。墳丘の規模は次の通り。
- 墳丘長：約60メートル
- 後円部
  - 直径：約40メートル
  - 高さ：5.5メートル
- 前方部
  - 長さ：約30メートル
  - 幅：38メートル
  - 高さ：6メートル

墳丘外表では埴輪列が検出されている。墳丘周囲には浅い周濠および周堤が巡らされる。埋葬施設は盗掘に遭っているため明らかでないが、盗掘坑から銅鏡が採集されている。また、双つ塚古墳の周堤東側では双つ塚東古墳群3基が検出されており、1号墳からは円筒埴輪が出土している。
築造時期は古墳時代中期の5世紀中葉頃と推定される。

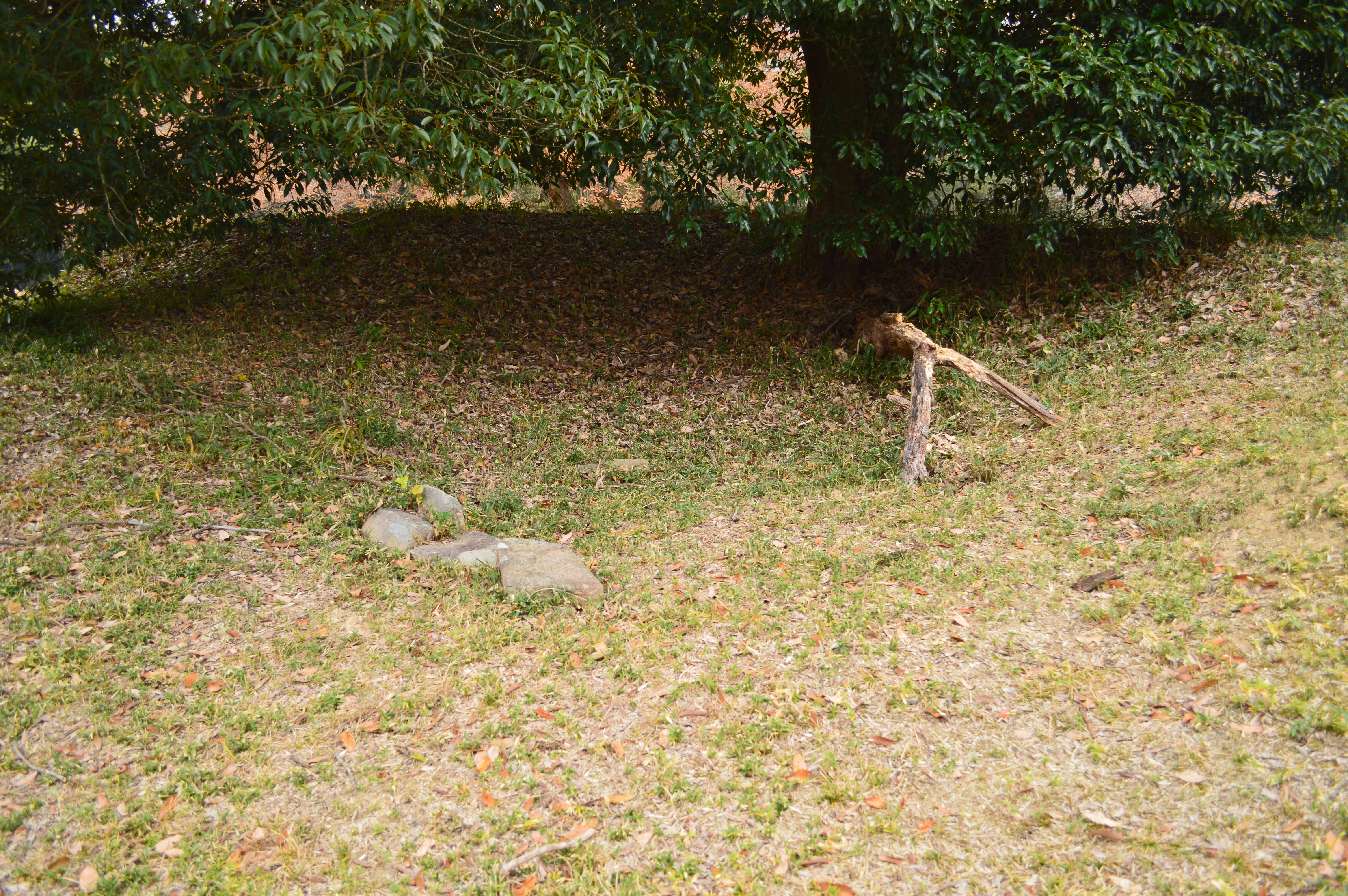
後円部墳頂
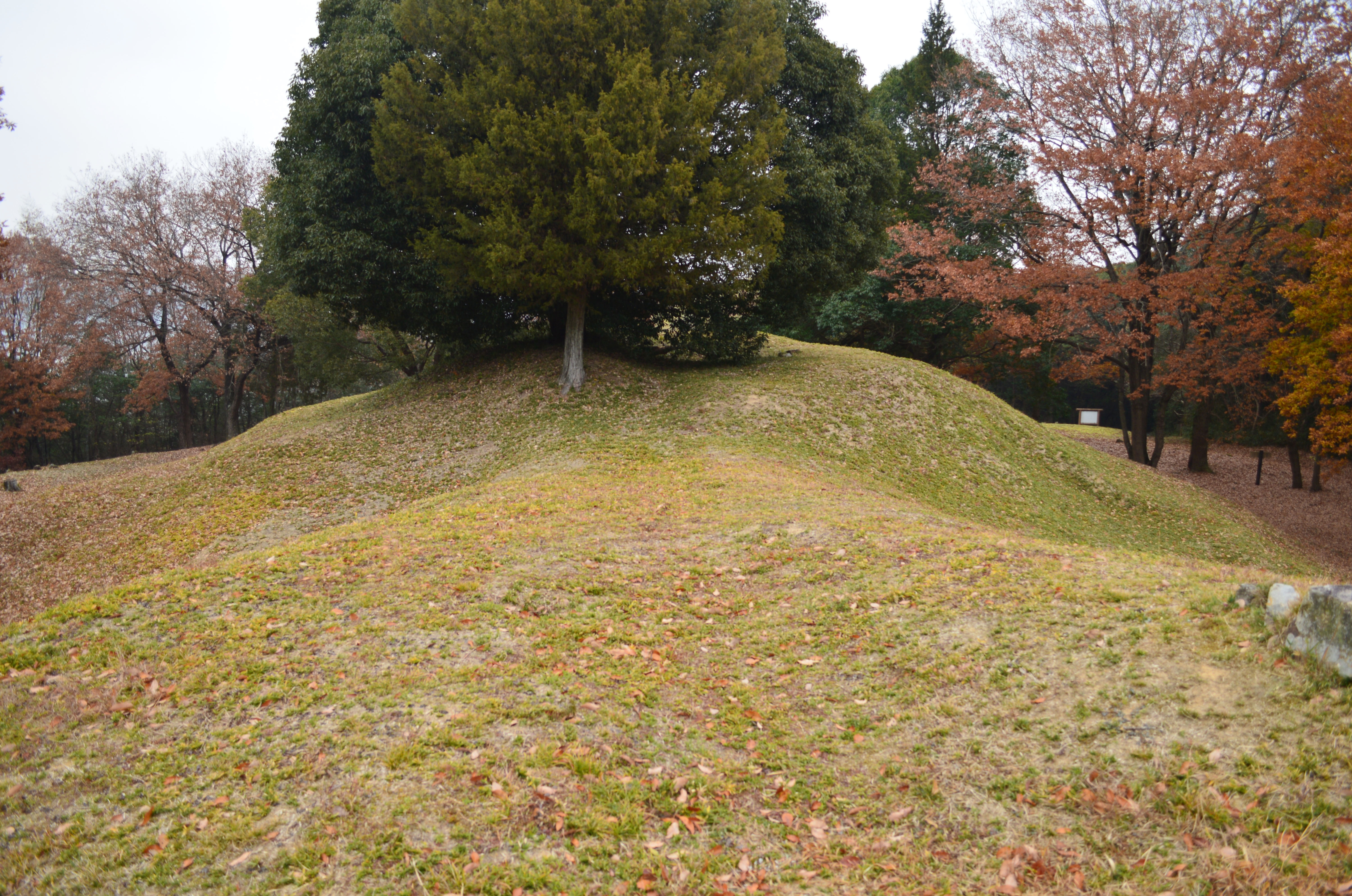
前方部から後円部を望む
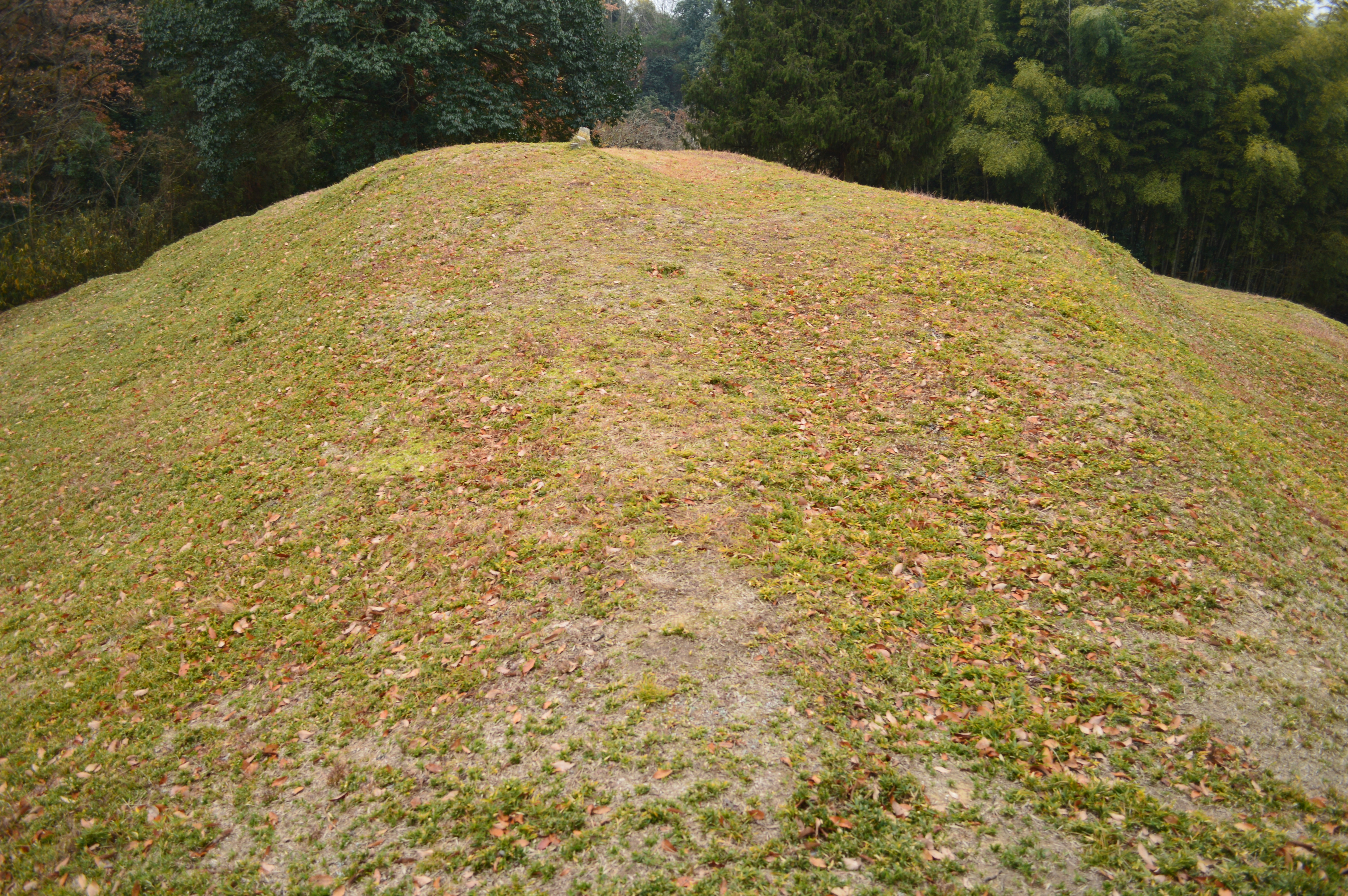
後円部から前方部を望む
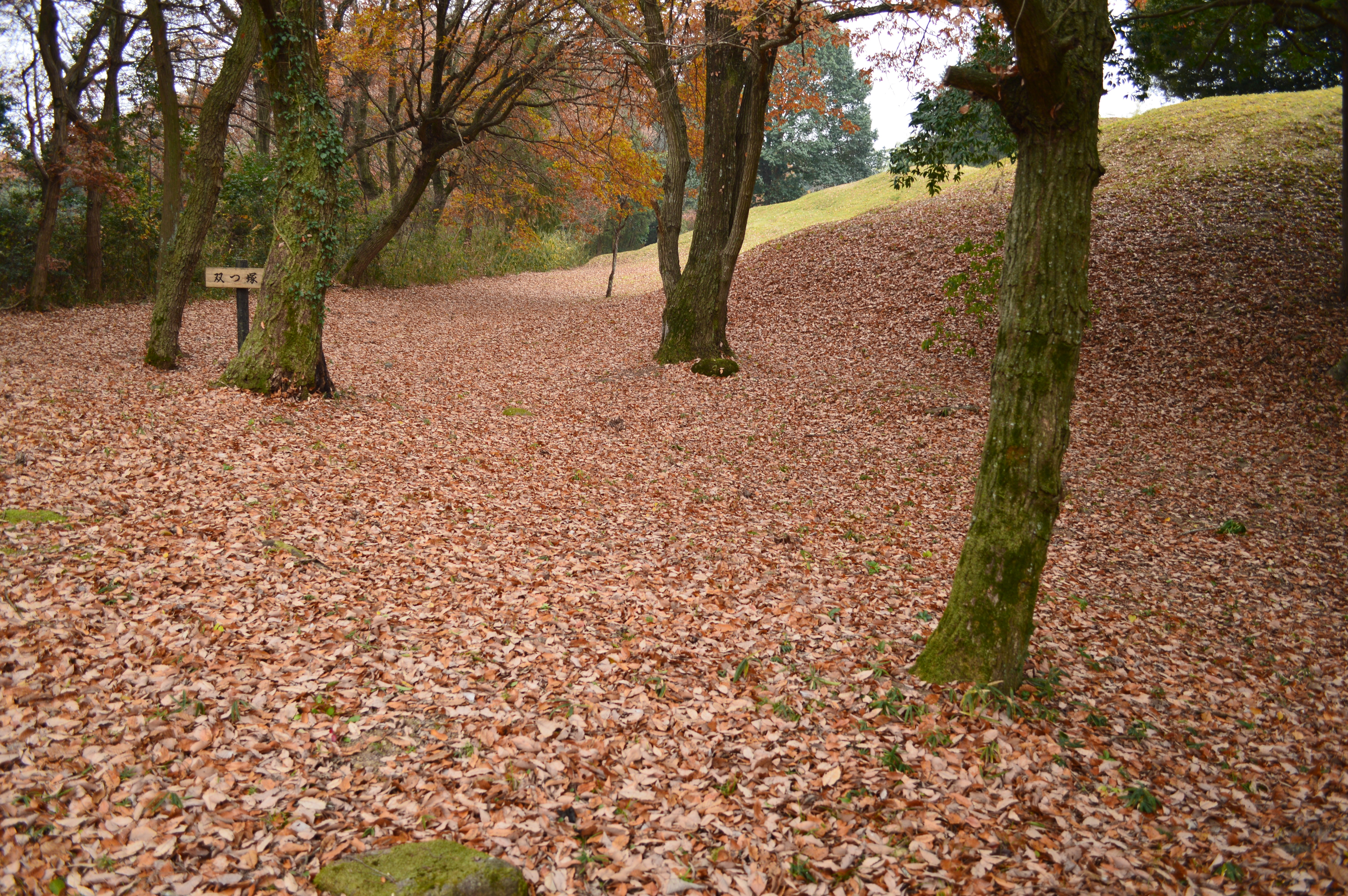
周濠・周堤 右に後円部墳丘。
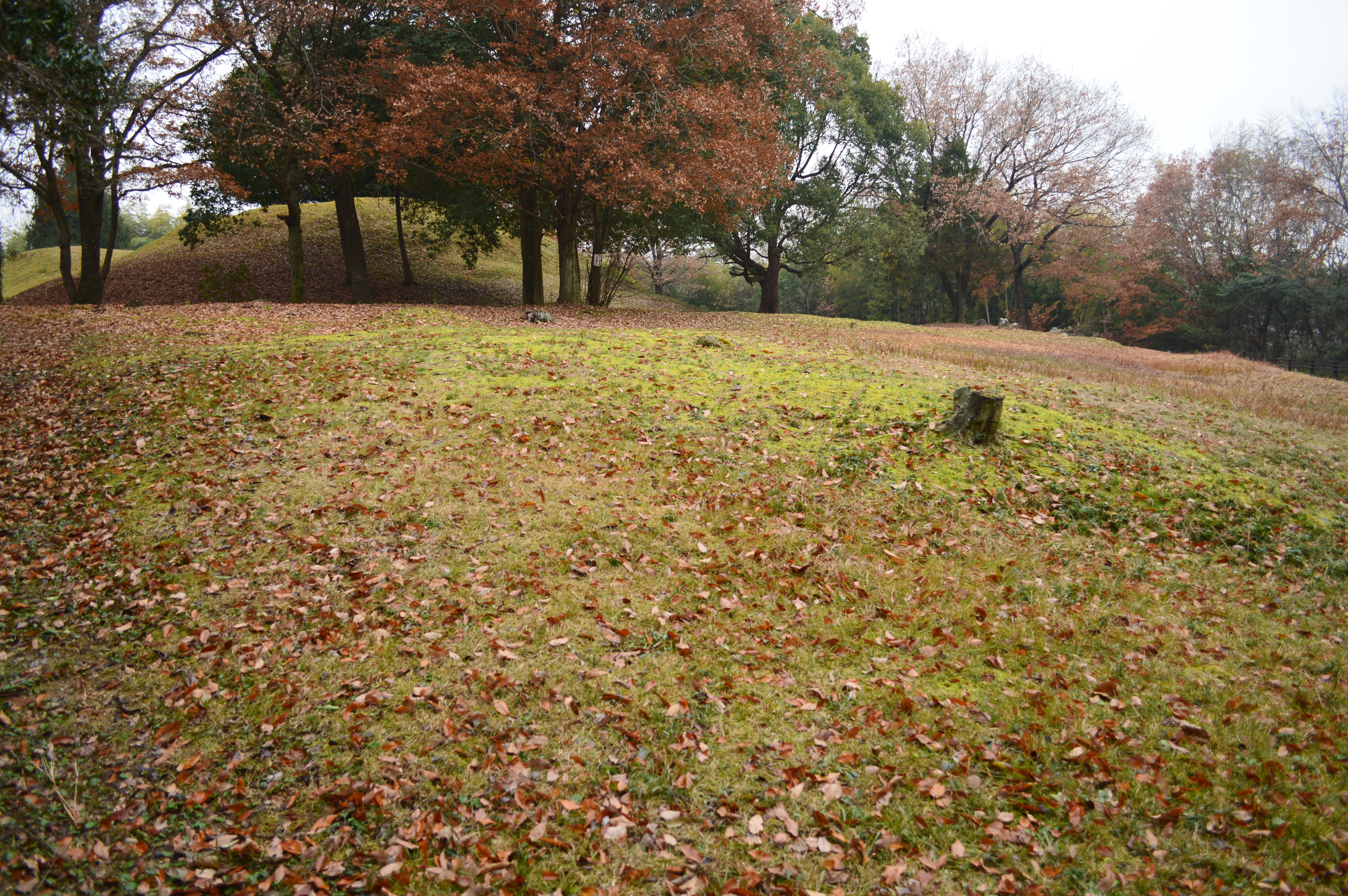
双つ塚東古墳群
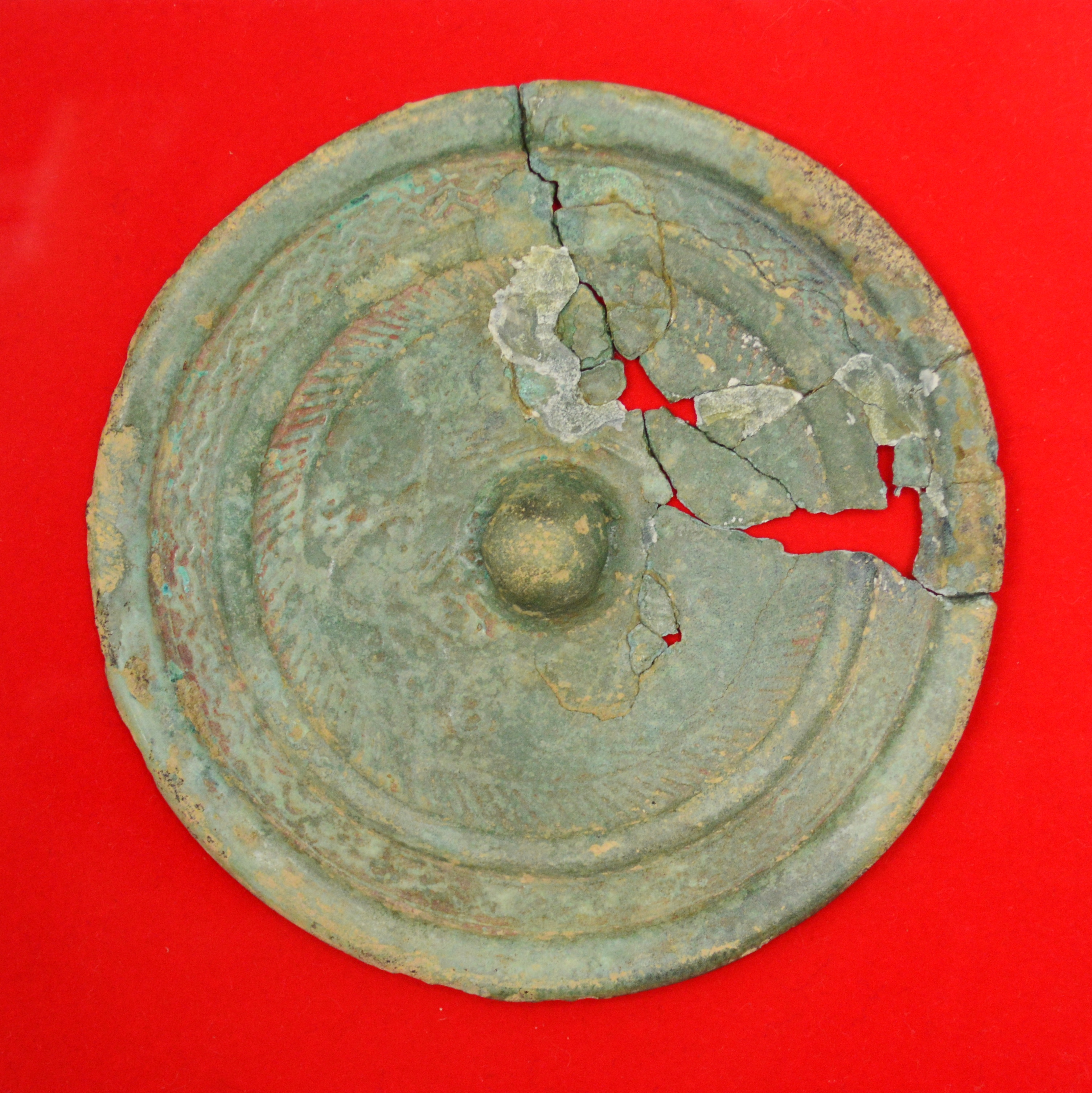
四獣鏡 笠岡市立郷土館展示。

### 一つ塚古墳

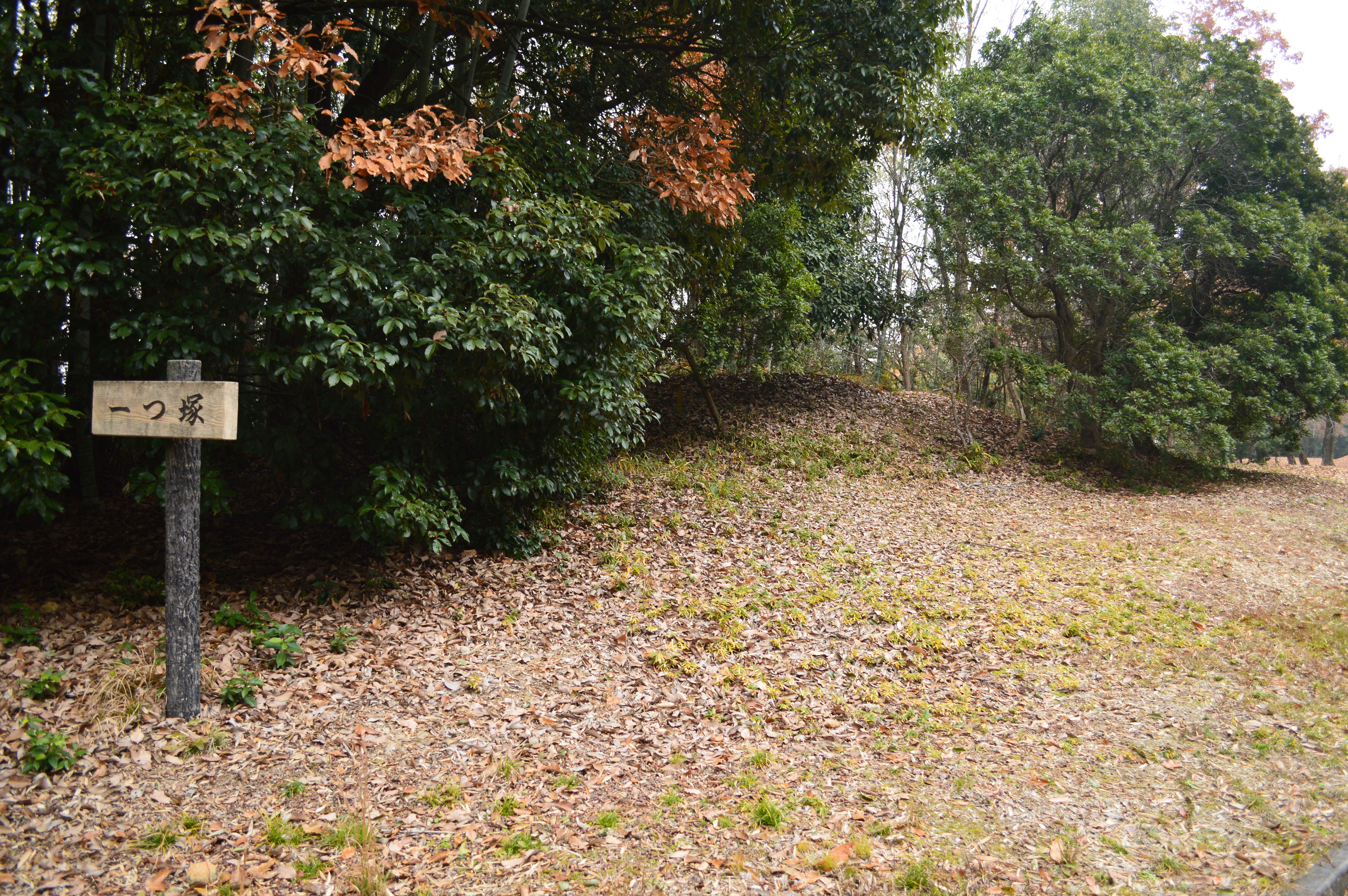
一つ塚古墳 墳丘

一つ塚古墳（ひとつづかこふん）は、笠岡市走出字木々名・山口字竹ノ内にある古墳。形状は円墳。
墳形は円形で、直径16メートル・高さ1.5メートルを測る。造出を付し、造出を含めた墳丘長は21メートルを測る。埋葬施設は明らかでないが、板石がわずかに残ることから、箱式石棺と推定される。副葬品は詳らかでない。
築造時期は古墳時代中期の5世紀代と推定される。

### 仙人塚古墳
仙人塚古墳（せんにんづかこふん）は、笠岡市走出字木々名・山口字竹ノ内にある古墳。形状は帆立貝形古墳。
墳形は帆立貝形（造出付円形）で、前方部（造出部）を西南西方向に向ける。墳丘の規模は次の通り。
- 墳丘長：43メートル
- 後円部
  - 直径：35.5メートル
  - 高さ：5.5メートル
- 前方部
  - 長さ：13.5メートル
  - 高さ：1.5メートル

墳丘外表では鉢巻状の葺石・埴輪列が認められるほか、前方部では須恵器が検出されている。また墳丘周囲には周濠・周庭が巡らされる。埋葬施設は2基の竪穴式石室である。1基は墳丘中央の深い位置にあり、長さ約3メートル・幅約0.8メートル・高さ約0.8メートルを測る。盗掘によって前方部側が開口するが、元々は竪穴系横口式石室（横穴式石室の前段階の石室）とする説がある。明治期に掘り出されたという短甲が、アメリカのメトロポリタン美術館に収蔵されている。他の1基はやや北寄りの墳頂直下に位置するが、大きく欠失している。中央主体の埋葬後、次の主体を上に重ねて構築するという珍しい構造になる。
築造時期は古墳時代中期の5世紀後半頃と推定される。

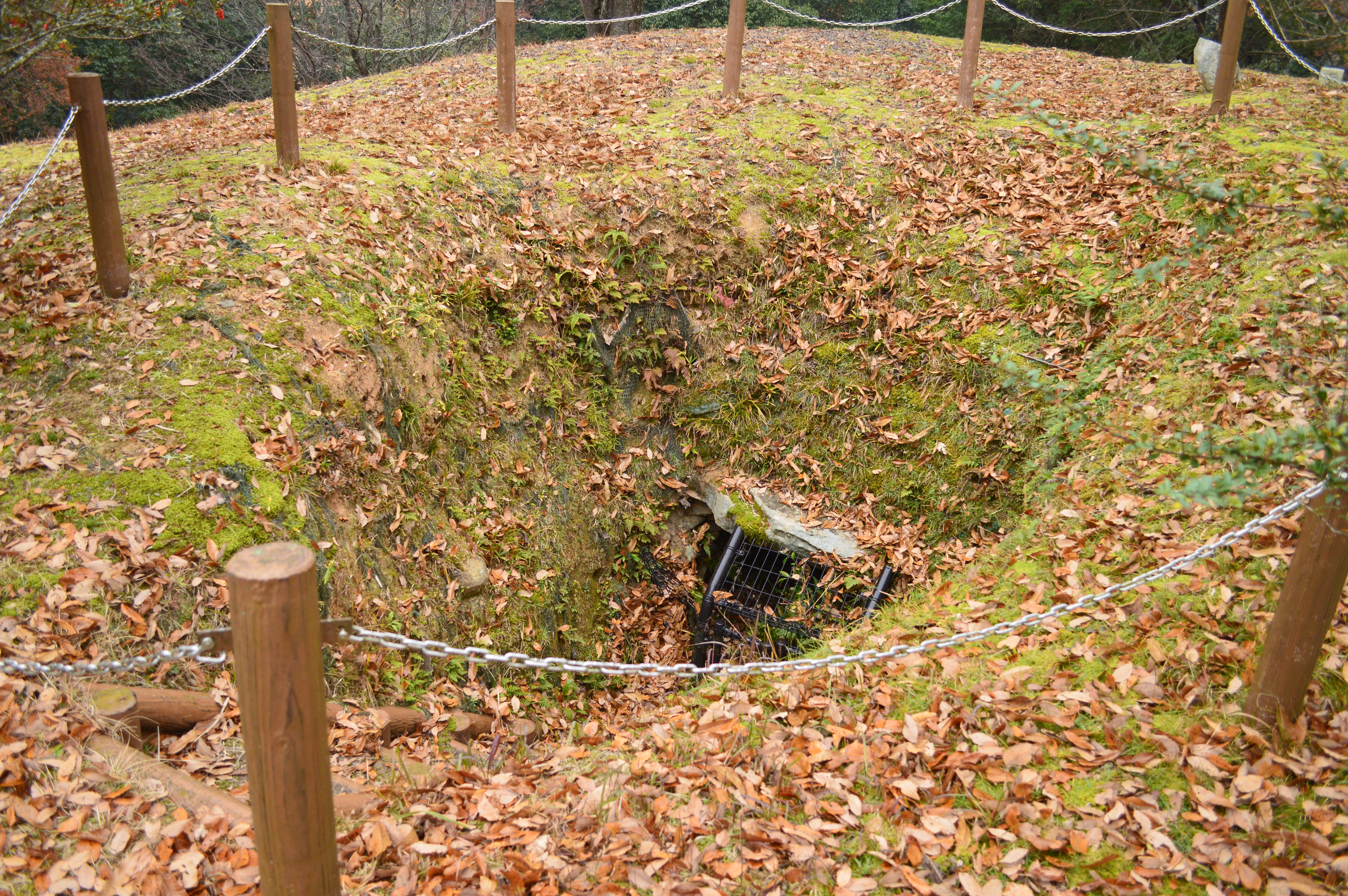
後円部墳頂 下に竪穴式石室。
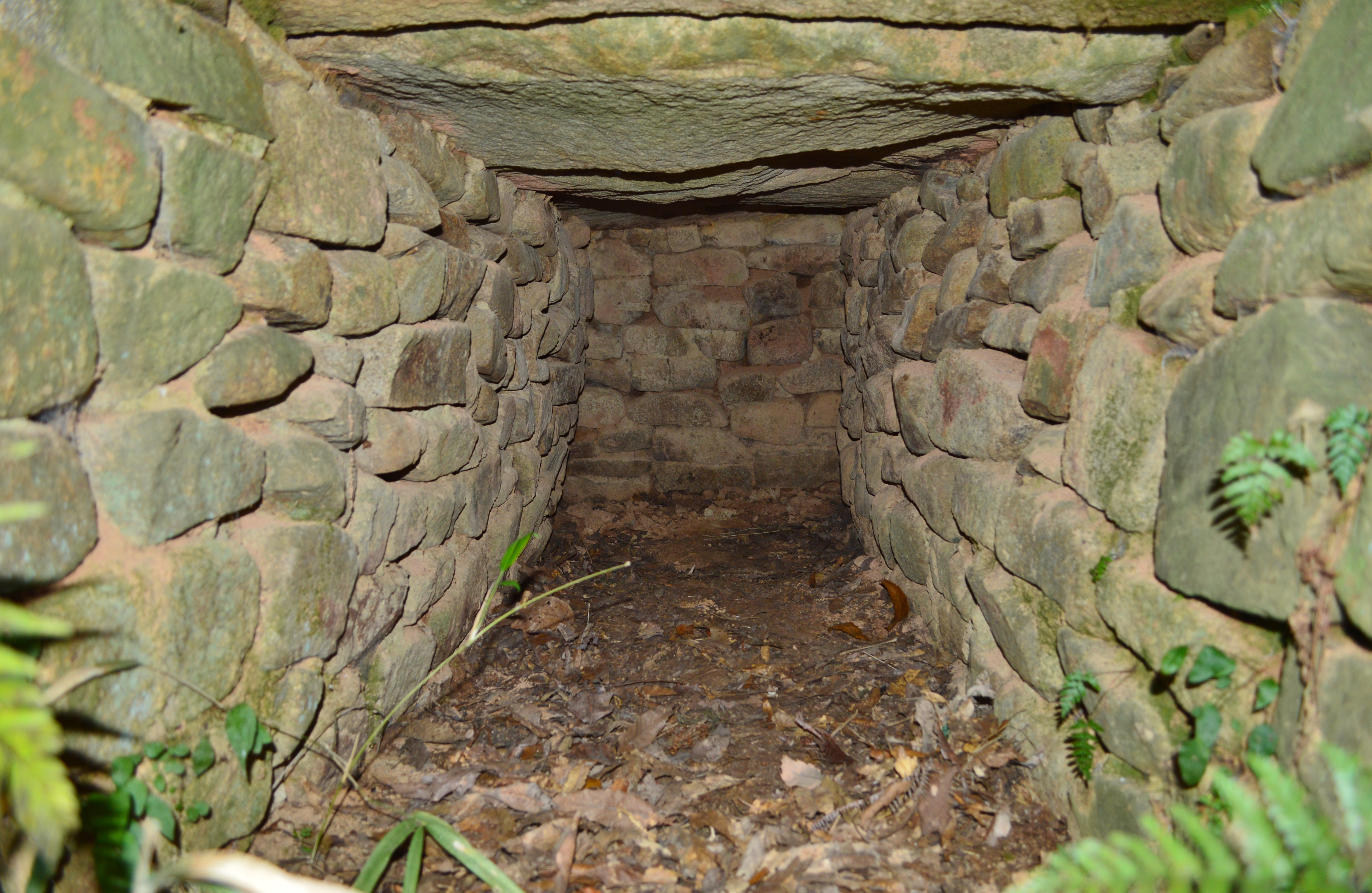
竪穴式石室内部
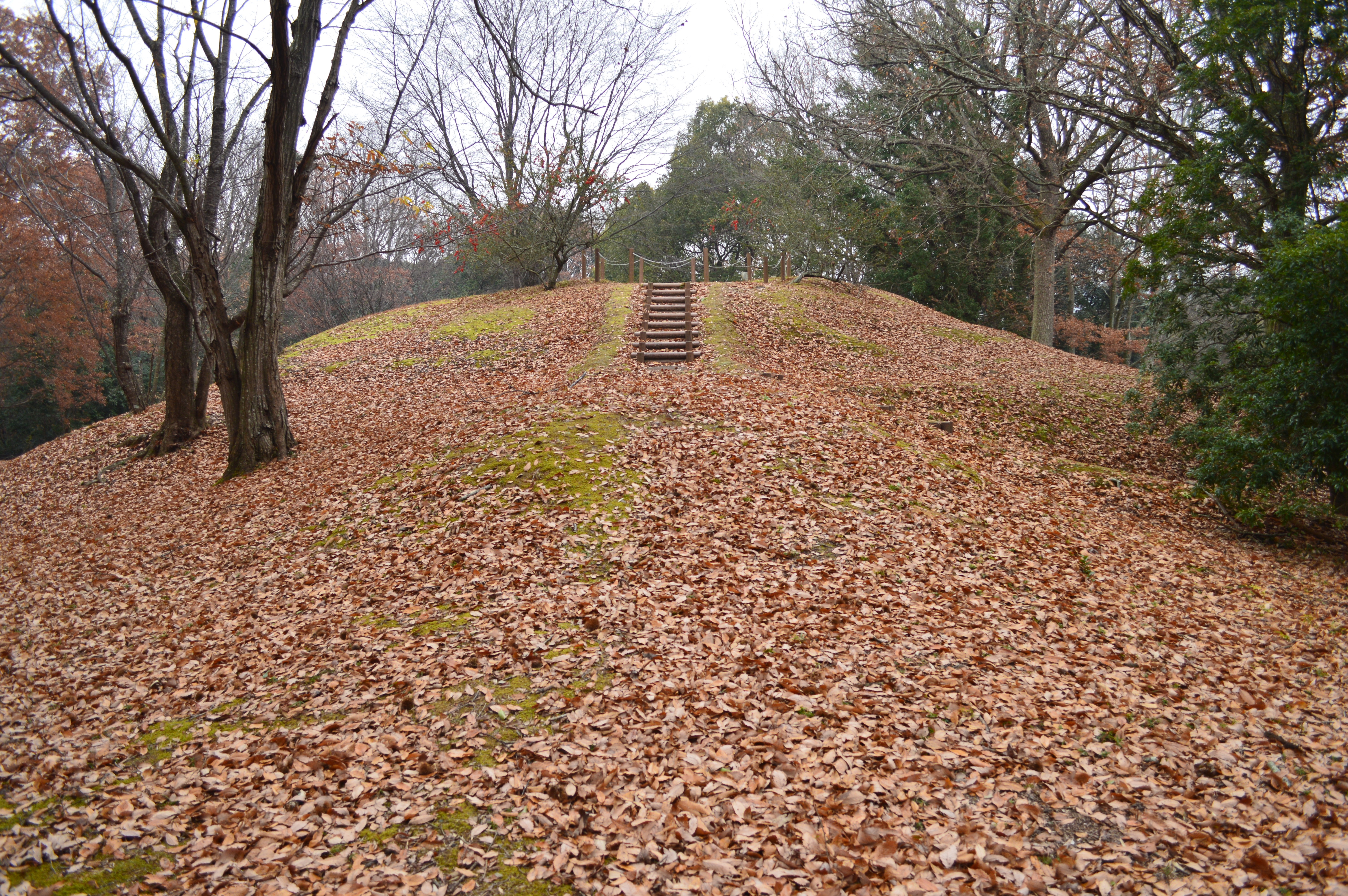
前方部から後円部を望む
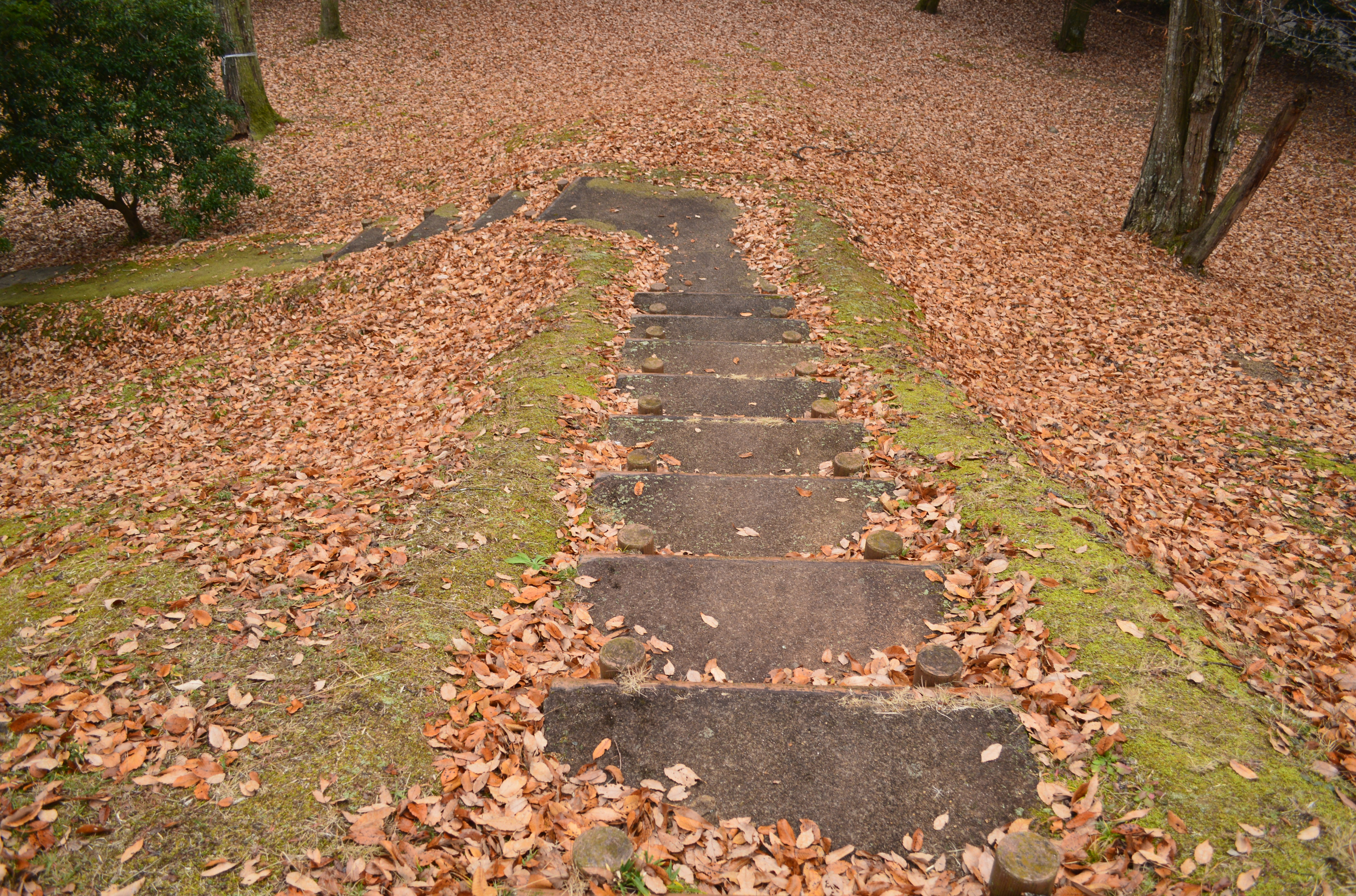
後円部から前方部を望む
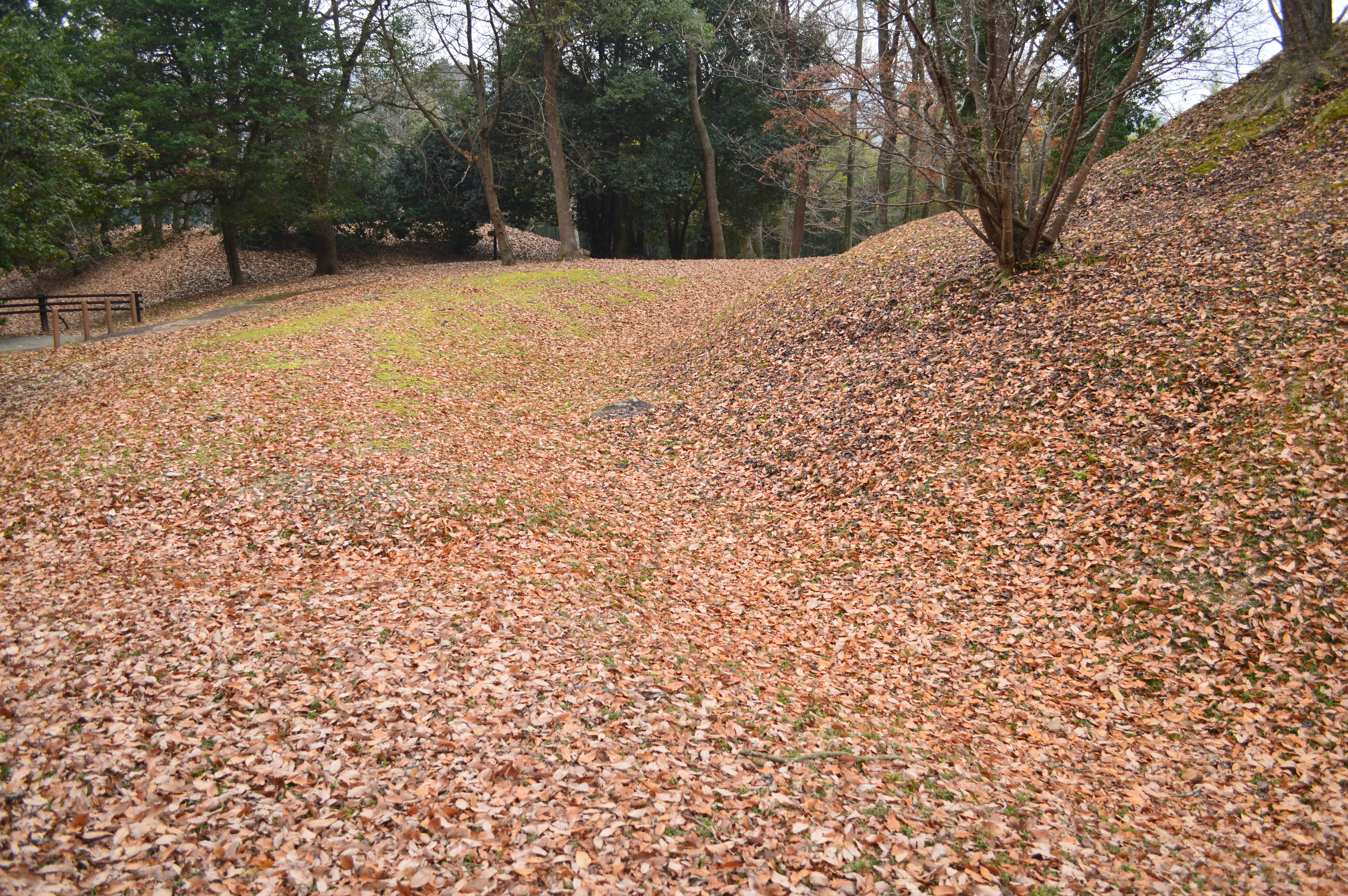
周濠
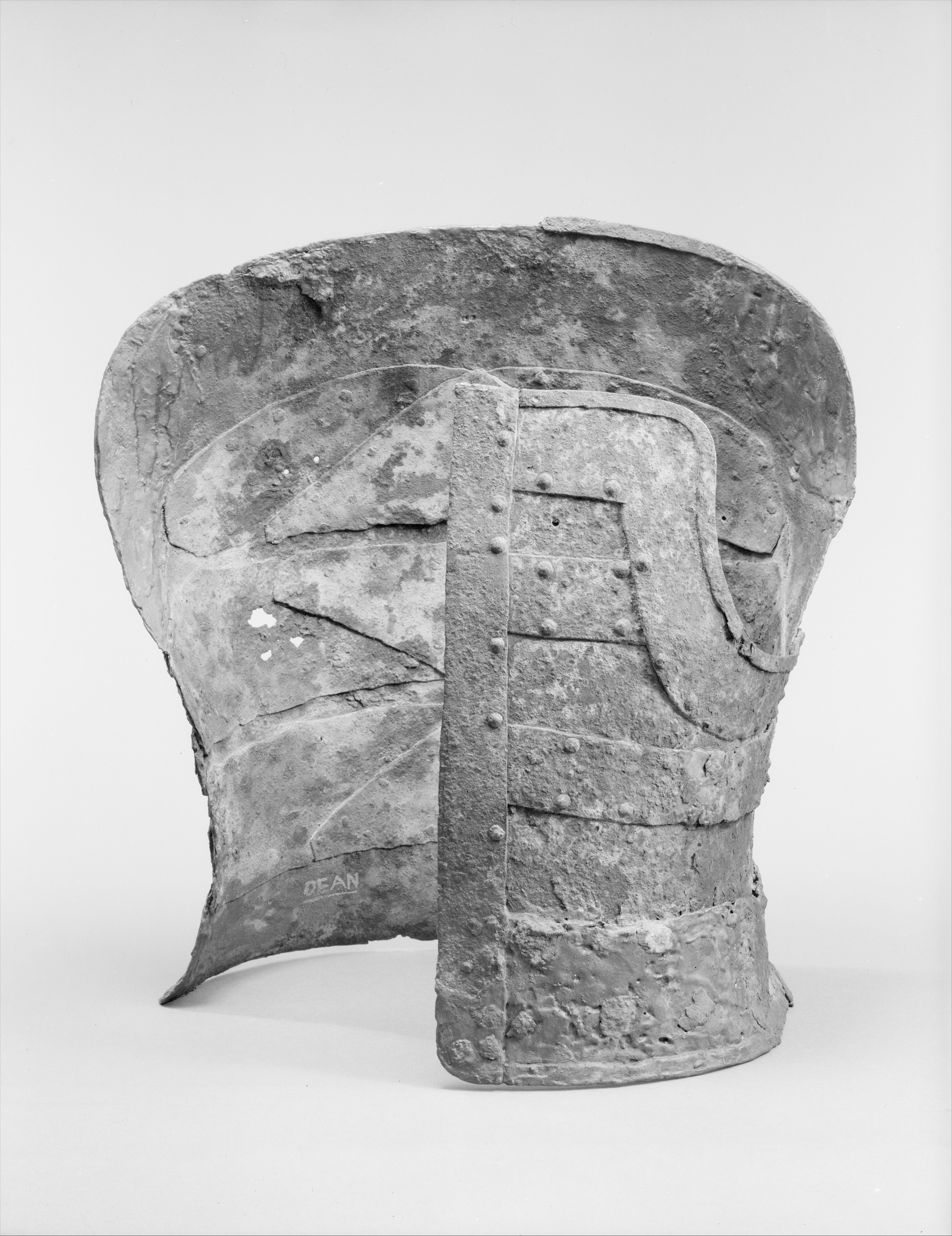
短甲 メトロポリタン美術館所蔵。

### 東塚古墳
東塚古墳（ひがしづかこふん）は、笠岡市走出字木々名・山口字竹ノ内にある古墳。
墳形は前方後円形で、前方部を西南西方向に向ける。墳丘の南半分は開墾によって削平されている。墳丘の規模は次の通り。
- 墳丘長：50メートル弱
- 後円部
  - 直径：約25メートル
  - 高さ：3.5メートル
- 前方部
  - 幅：約28メートル（推定）
  - 高さ：2.5メートル

埋葬施設のうち、後円部は削平のため明らかでないが、前方部には半壊状態の竪穴式石室が遺存する。竪穴式石室は石室主軸を墳丘主軸と平行方向とし、長さ3メートル足らず・幅約1.2メートルを測る。石室の床面からは、小型五獣鏡・瑪瑙製勾玉・滑石製臼玉・鉄製武器（刀・剣・鏃）・鉄製工具（刀子・鉇・斧）・鉄製農具（鎌・鋤先）・鉄製馬具（轡・鏡板・鉸具）・短冊形砥石・鎹が検出されている。
築造時期は古墳時代中期の5世紀後半頃と推定される。現在では墳丘の南半分は復元されている。

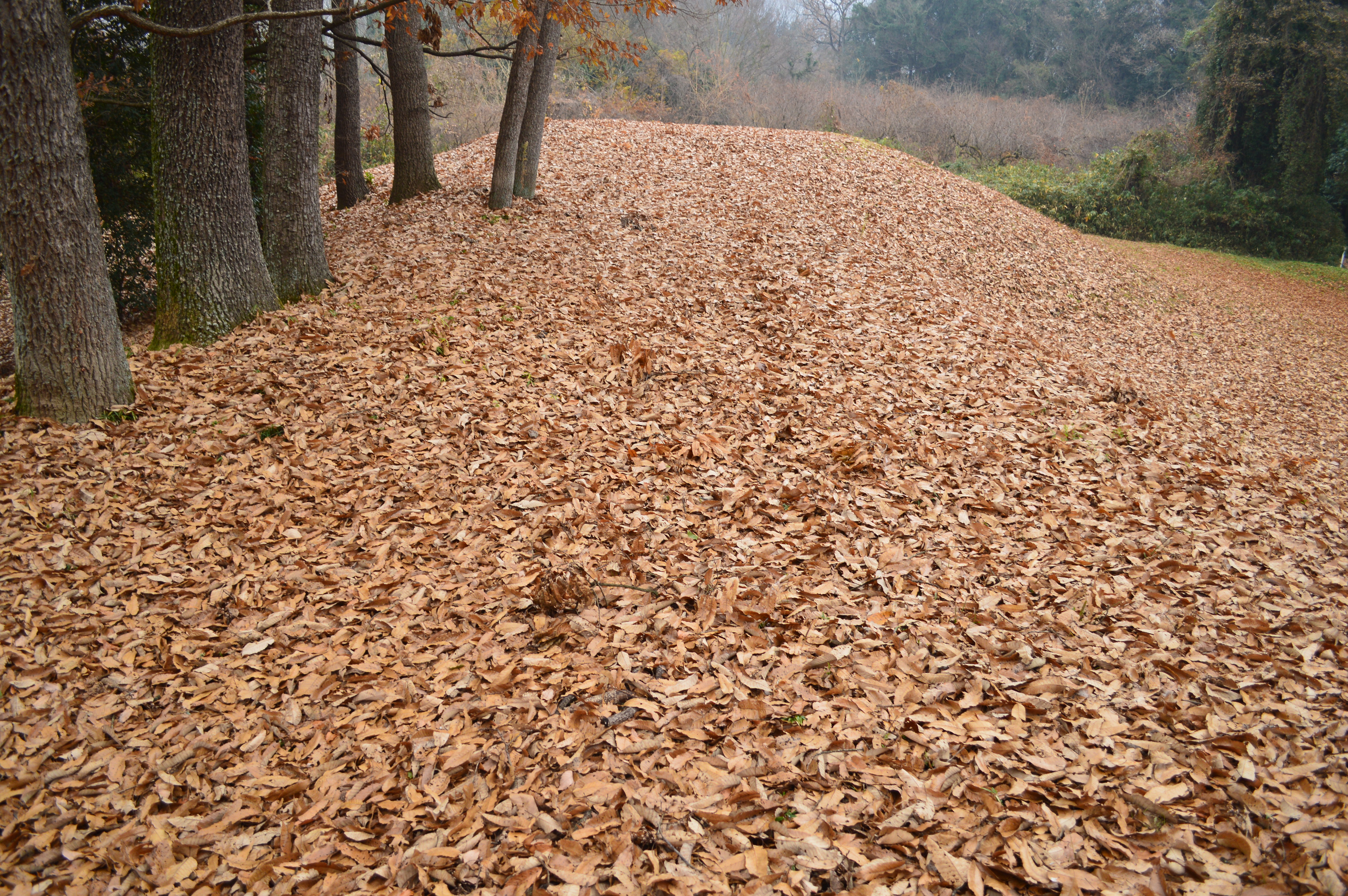
前方部から後円部を望む
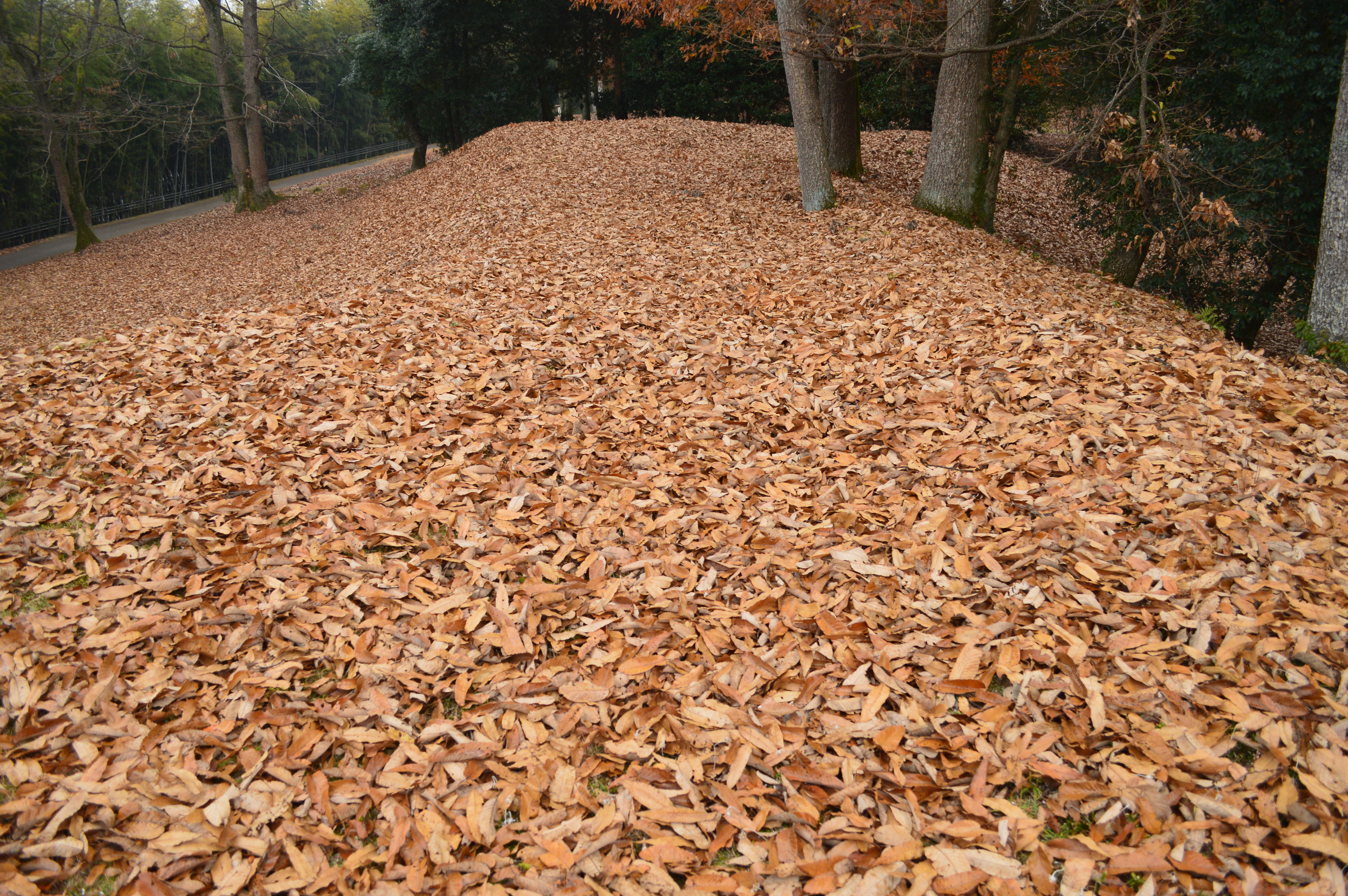
後円部から前方部を望む
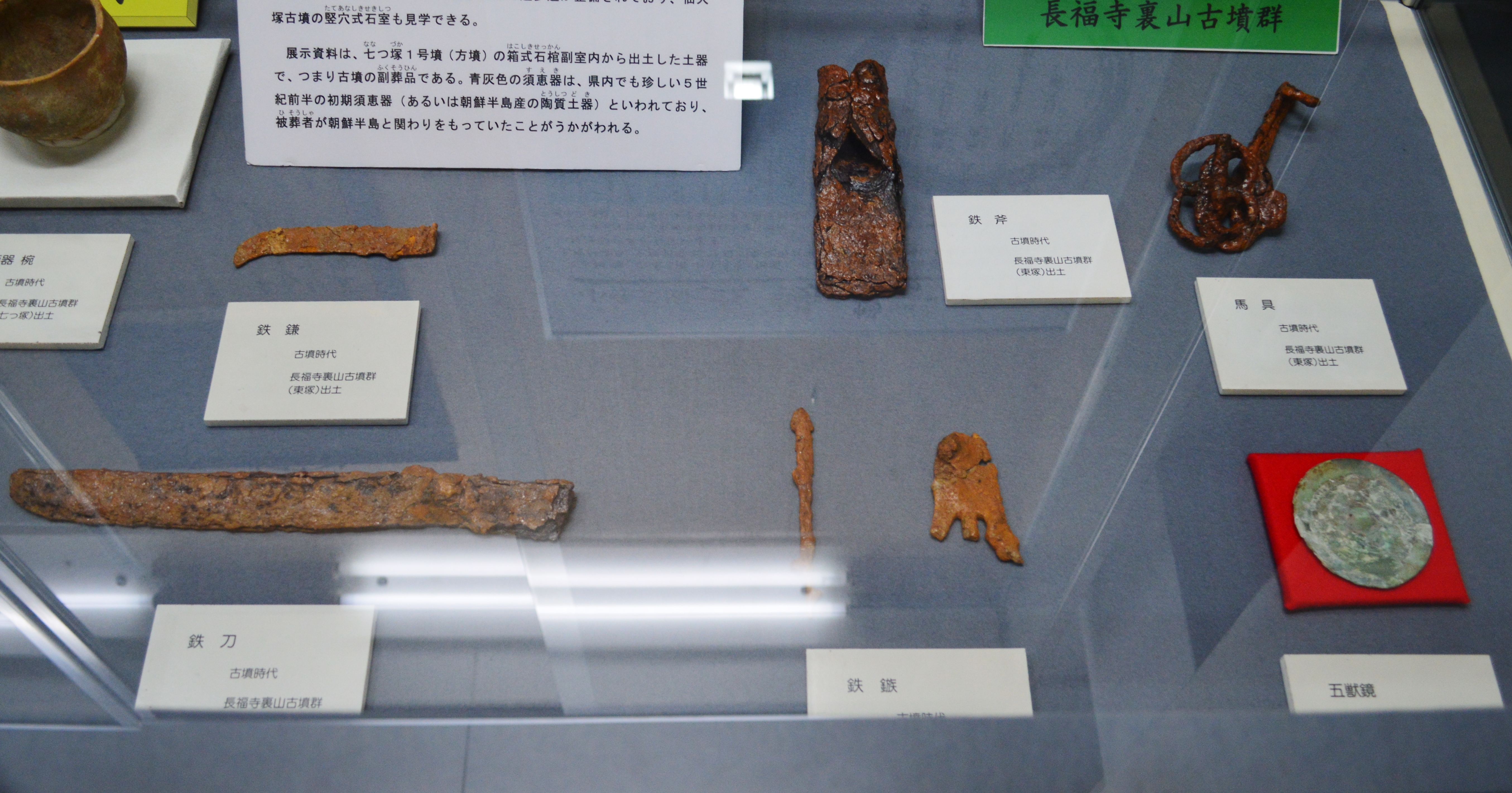
出土品 笠岡市立郷土館展示。

## 文化財

### 笠岡市指定文化財
- 史跡
  - 長福寺裏山古墳群 - 1963年（昭和38年）12月25日指定[3]。

## 関連施設
- 笠岡市立郷土館（笠岡市笠岡） - 長福寺裏山古墳群出土品等を保管・展示。

## 関連文献
（記事執筆に使用していない関連文献）
- 『長福寺裏山古墳群 -附関戸廃寺跡-』長福寺裏山古墳群関戸廃寺址調査推進委員会、1965年。